# 伊什庫利湖 (車里雅賓斯克州)
55°17′13″N 60°15′57″E / 55.28694°N 60.26583°E
伊什庫利湖（俄语：Ишкуль），是俄羅斯的湖泊，位於該國西南部車里雅賓斯克州，處於米阿斯北部，面積2.68平方公里，海拔高度322米，平均水深7.4米，最大水深14米。